# Salvelinus drjagini
Salvelinus drjagini és una espècie de peix de la família dels salmònids i de l'ordre dels salmoniformes.

## Morfologia
- Els mascles poden assolir 90 cm de longitud total i 8.300 g de pes.[3][4]

## Hàbitat
Viu en zones d'aigües temperades.

## Distribució geogràfica
És un endemisme dels llacs i rius de la península de Taimyr (Sibèria).